# Tossal Negre (Prullans)
El Tossal Negre és una muntanya de 1.358 metres que es troba al municipi de Prullans, a la comarca de la Baixa Cerdanya.